# In silico
In silico és una expressió en llatí que vol significar "fet per ordinador" o ·via simulació d'ordinador". La frase va ser encunyada el 1989 com una analogia de les frases en llatí del tipus de in vivo i in vitro que es fan servir en biologia.

## En farmàcia
La recerca feta In silico en medicina té el potencial d'augmentar la taxa de descobriments i redir la feina de laboratori i d'anàlissis clíniques.

## Models cel·lulars
L'any 2007 es va desenvolupar un model per ajudar a descobrir, més de pressa, una medicina contra la tuberculosi.

## Genètica
Les dades obtingudes de la seqüenciació de l'ADN es poden emmagatzemar digitalitzant-les.